# Kevin Anderson (Schauspieler)
Kevin Anderson (* 13. Januar 1960 in Gurnee, Illinois) ist ein US-amerikanischer Schauspieler.

## Biografie
Anderson entstammt einer polnisch-irischen Familie. Er absolvierte 1981 die Chicagoer Goodman School of Drama, die derzeit der DePaul University angehört. Als Filmschauspieler debütierte er im Film Lockere Geschäfte (1983), in dem er neben Tom Cruise und Rebecca De Mornay zu sehen war. Im Drama Zurück aus der Hölle (1989) spielte er neben Bruce Willis und Joan Allen eine größere Rolle. Im Film Der Feind in meinem Bett (1991) spielte er neben Julia Roberts eine der Hauptrollen, ebenso im Film Liebestraum (1991), in dem er neben Bill Pullman spielte und im Thriller Schatten der Leidenschaft (1993), in dem er neben Rosanna Arquette und John Lithgow auftrat. Im Jahr 1999 wurde er für seine Rolle im Theaterstück Death of a Salesman für den Tony Award nominiert.
Anderson lebt in Malibu.

## Filmografie (Auswahl)
- 1983: Lockere Geschäfte (Risky Business)
- 1985: Pink Nights – Rosarote Träume (Pink Nights)
- 1987: A Walk on the Moon
- 1987: Kellerkinder – Orphans (Orphans)
- 1988: Der letzte Outlaw (Miles from Home)
- 1989: Zurück aus der Hölle (In Country)
- 1991: Der Feind in meinem Bett (Sleeping with the Enemy)
- 1991: Liebestraum
- 1992: Jimmy Hoffa (Hoffa)
- 1993: Schatten der Leidenschaft (aka „Dark Passion“) (The Wrong Man)
- 1993: Die Nacht mit meinem Traummann (The Night We Never Met)
- 1993: Die Wiege der Sonne (Rising Sun)
- 1999: Die Jagd nach dem Unicorn-Killer  (The Hunt for the Unicorn Killer)
- 1997: Tausend Morgen (A Thousand Acres)
- 1997: Verborgenes Feuer (Firelight)
- 2001: The Doe Boy
- 2001: Highway Psychos (When Strangers Appear)
- 2002: Power and Beauty
- 2004: Carry Me Home
- 2006: Schweinchen Wilbur und seine Freunde (Charlotte's Web)
- 2013: Curse of Chucky